# Valdoviño
Valdoviño és un municipi de la província de la Corunya a Galícia. Pertany a la comarca de Ferrol.
A la zona es van realitzar en el segle xviii els primers cultius de patates portades d'Amèrica.

## Geografia
Limita al nord amb Cedeira, al sud amb Narón, a l'oest amb l'oceà Atlàntic i a l'est amb Cerdido i San Sadurniño. Ocupa una franja costanera que arriba fins l'entrada de la ria de Cedeira.
Les platges del municipi són molt populars pel seu paisatge i entre els aficionats al surf, com la platja d'A Frouxeira, de gairebé 4 km de longitud, i la de Pantín, on se celebra anualment en el mes de setembre el Pantín Classic, campionat internacional de surf. La llacuna d'A Frouxeira és un destacat ecosistema de gran valor ornitològic.

## Demografia
| 6.178 | 8.027 | 8.477 | 7.035 | 6.854 |
| Fonts: INE i IGE (Els criteris de registre censal variaren i les dades de l'INE i de l'IGE poden no coincidir.) |       |       |       |       |

## Parròquies
- Lago (Santiago)
- Loira (San Pedro)
- Meirás (San Vicente)
- Pantín (Santiago)
- O Sequeiro (Santa María)
- Valdoviño (Santalla)
- Vilaboa (San Vicente)
- Vilarrube (San Martiño)